# Кугеевское сельское поселение (Татарстан)
Кугеевское се́льское поселе́ние — муниципальное образование в Зеленодольском районе Татарстана Российской Федерации.
Административный центр — село Кугеево.

## История
Статус и границы сельского поселения установлены Законом Республики Татарстан от 31 января 2005 года № 24-ЗРТ «Об установлении границ территорий и статусе муниципального образования "Зеленодольский муниципальный район" и муниципальных образований в его составе».

## Население
| 2010 | 2011 | 2012 | 2013 | 2014 | 2015 | 2016 |
| ---- | ---- | ---- | ---- | ---- | ---- | ---- |
| 542  | ↗543 | ↘535 | ↘524 | ↘517 | ↘498 | ↘496 |
| 2017 | 2018 |      |      |      |      |      |
| ↘476 | ↘459 |      |      |      |      |      |

## Состав сельского поселения
| № | Населённый пункт | Тип населённого пункта       | Население |
| - | ---------------- | ---------------------------- | --------- |
| 1 | Кугеево          | село, административный центр |           |
| 2 | Русское Исламово | деревня                      |           |
| 3 | Тавлино          | село                         |           |
| 4 | Урман            | посёлок                      |           |